# إليزافيتا توكتاميشيفا
'إليزافيتا سيرجيفنا «ليزا» توكتميشيفا (الروسي: Елизавета Серге́евна Туктамышева؛ ولدت في 17 ديسمبر 1996) لاعبة متزلجة على الجليد روسية، بطلة العالم لعام 2015 ، بطلة أوروبا في التزلج الفني الفردي 2015 ، بطلة نهائي بطولة الجائزة الكبرى 2014-2015 وبطل الوطني الروسي 2013. على مستوى المبتدئين ، هي البطل الأوليمبي للشباب لعام 2012 ، الحائزة على الميدالية الفضية للناشئين في العالم لعام 2011 ، والحائزة على الميدالية الفضية النهائية للعام 2010-2011 في برنامج الجي بي.

## روابط خارجية
- إليزافيتا توكتاميشيفا على موقع الاتحاد الدولي للتزلج (الإنجليزية)
- إليزافيتا توكتاميشيفا على موقع اللجنة الأولمبية الدولية (الإنجليزية)
- إليزافيتا توكتاميشيفا على موقع أوليمبيديا (الإنجليزية)
- Elizaveta Tuktamysheva في الاتحاد الدولي للتزلج
- إليزافيتا توكتاميشيفا على إنستغرام